# Губені Юрій Едвардович
Юрій Едвардович Губені — український вчений в галузі сільського господарства. Доктор економічних наук, професор кафедри права і підприємництва Львівського національного аграрного університету. Заступник редактора журналу «Аграрна економіка» (м. Львів), Голова Ради Інституту аналізу державної та регіональної політики (м. Луцьк).

## Біографія
Народився 12 вересня 1960 року в містечку Угнів Сокальського району Львівської області. З 1990 року мешкає у Радехові на Львівщині.
Закінчив з відзнакою економічний факультет Львівського сільськогосподарського інституту (1986 р.), працював головним економістом сільськогосподарського підприємства в Локачинському районі на Волині (1986-1990 роки).
З 1990 року на науково-педагогічній роботі у Львівському національному аграрному університеті. У 1994 році захистив дисертацію кандидата економічних наук, з 1996 року — доцент кафедри організації виробництва і агробізнесу. У 2005 році захистив дисертацію на отримання наукового ступеню доктор економічних наук, з 2006 року — професор кафедри права і підприємництва. Завідувач кафедрою, член вченої ради факультету та університету, член спеціалізованої ради по захисту дисертацій.
З 2010 року академік (дійсний член) Академії економічних наук України. Заступник редактора журналу «Аграрна економіка».
Автор понад 280 наукових та навчально-методичних праць, з них — 3 підручників, 8 навчальних посібників, 7 монографій. Автор понад 70 публіцистичних творів з питань економіки та аграрної політики.
Відомий в країнах Центральної та Східної Європи спеціаліст з питань аграрних трансформацій, агробізнесу та підприємництва. Учасник багатьох міжнародних та зарубіжних конференцій.
Основні напрями наукових досліджень — науково-методологічні основи формування аграрної політики в постсоціалістичних країнах, становлення підприємництва і агробізнесу, розвиток сільських територій.
Член Всеукраїнського конгресу економістів-аграрників, член Спілки економістів України. Керівник або науковий консультант багатьох науково-дослідних та консультаційних проектів.
Одружений, виховує двох дітей. У 2005-2010 роках — депутат Радехівської міської ради, голова постійної комісії з питань економіки, планування і бюджету.

## Основні публікації
- Губені Ю. Е. Організація агробізнесу і підприємництва. Курс лекцій. Навчальний посібник. — Львів: ЛДАУ, Українські технології. — 1998. — 149 с.
- Губені Ю. Е. Основи підприємництва і агробізнесу: Навчальний посібник — Львів: Українські технології. — 2002. — 246 с.
- Губені Ю. Е., Ільчук М. М., Збарський П. В., Іщенко Т. Д. та інші Основи підприємницької діяльності та агробізнесу: Навчальний посібник / За редакцією М. Ільчука. — К.: Вища освіта. — 2002. — 398 с.
- Губені Ю. Е., Березівський П. С., Михалюк Н. І. Організація виробництва і підприємницької діяльності в аграрних формуваннях: Навчальний посібник /За ред. П. Березівського. — Львів: Українські технології. — 2002. — 536 с.
- Губені Ю. Е. Аграрна реформа в Чеській Республіці: від «оксамитової революції» до європейської інтеграції. Приклад гідний наслідування. — Львів: Українські технології. — 2002. — 368 с.
- Hubeni Yuriy. Agriculture of Ukraine: on Way to New Strategy // Zagranični obchod a globalizačni procesy // Collection of papers of international scientific conference PEF ČZU «AGRARIAN PROSPECTS XV». — Prague, 2006. — part I. — Р. 186-191.
- Трансформація сільського господарства та села: ювілейний збірник наукрвих статей /за ред. Ю. Е. Губені. — Л.: ЛНАУ, 2010. — 420 с.
- Губені Ю. Е. Підприємництво: навчальний посібник. — Львів: Українські технології. — 2012. — 572 с.
- Організаційно-економічні та правові проблеми розвитку сільського господарства та сільських територій: Збірник наукових доповідей та статей. Ювілейне видання /за ред. Ю. Губені та С. Матковського. — Львів: Українські технології. — 2012. — 468 с.